# Tuboly Mihály (főszolgabíró)
Tubolyszeghi Tuboly Mihály (Zala vármegye, 1719 körül – Szentliszló, Zala vármegye, 1784. szeptember 9.) földbirtokos, főszolgabíró.

## Élete

A tubolyszegi Tuboly család címere

A régi zalai nemesi tubolyszeghi Tuboly családba született. A család eredetileg 1519. november 15-én II. Lajos magyar királytól nemesség és földbirtok adományban részesült Zala megyében. Apja tubolyszeghi Tuboly Zsigmond, földbirtokos, Zala vármegye esküdtje. A török kor után a család első olyan tagja, aki fontosabb megyei hivatalt töltött be, ezáltal a családot megyeszerte ismertté tette: 1747-től az egerszegi járás alszolgabírája, majd 1768-tól haláláig ugyanennek a járásnak főszolgabírája. Nevéhez fűződik az úrbéri rendelet végrehajtásának kezdete a járásban. Leszármazottai között találunk több táblabírót, László fia főszolgabíró; unokája, Mihály a vármegye főjegyzője.

## Házassága és gyermekei, leszármazottai
Tuboly Mihály felesége gulácsi Farkas Krisztina (1734– ?) lett, kinek szülei idősebb gulácsi Farkas László (1705–1769), káldi földbirtokos, és nemes Sala Terézia (1707–1763) voltak. Tíz gyermekük született:
- Tuboly László (Szentliszló, 1756. április 10. – Nagylengyel, 1828. május 21, ): Zala megyei jogász, főszolgabíró, táblabíró, költő, szabadkőműves, nyelvújító, földbirtokos. Felesége boldogfai Farkas Erzsébet Dorottya (*Boldogfa, Zala vármegye, 1761. április 15. – †Muraréthát, Zala vármegye, 1801. december 2.)
- Tuboly Terézia (Szentliszló, 1758. január 25. – ?)
- Tuboly Imre Gábor (Szentliszló, 1759. október 25. – Hencsepuszta, 1829. október 12.) főszolgabíró, táblabíró, földbirtokos
- Tuboly Antal József (Szentliszló, 1762. március 18. – Szentliszló, 1772. április 25.)
- Tuboly Anna Julianna Borbála (Szentliszló, 1765. március 26. – ?)
- Tuboly Mihály (Szentliszló, 1766. október 1. – ?)
- Tuboly János (Szentliszló, 1769. június 24. – Szentliszló, 1769. november 26.)
- Tuboly Erzsébet (1771k – Gutorfölde, 1813. április 27.) férje egyházasbüki Dervarics Antal (1765-1818) alszolgabíró, gutorföldei földbirtokos
- Tuboly János (Szentliszló, 1773. december 30. – Szentliszló, 1818. március 10.) táblabíró, földbirtokos. Felesége Ján Borbála (Zalalövő, 1787 – Zalalövő, 1823) Ján Ferenc lövői postamester és Nagy Katalin leánya. Fiuk, ifj. Tuboly János (1803–1874) 1828-tól szintén lövői postamester lett. Az 1840-es években Zalalövő egyik legtekintélyesebb nemeseként tartották számon. A postamesteri hivatalból tekintélyes bevétele származott, emellett még mintegy 150 holdas földbirtokkal is rendelkezett, 1848-ban a lövői nemzetőrök között találjuk.[4][5] Egy leánygyermeke volt, Tuboly Emília Mária (1829–?) egervári Egerváry Lajos (1820–1854) neje.
- Tuboly Lázár (Szentliszló, 1773. december 30. – )

Leszármazottai 1810-ben, majd 1828-ban osztották fel egymás között a vagyont. Legidősebb fiának, Tuboly Lászlónak a nagylengyeli birtokrész jutott; Erzsébet és férje, Dervarics Antal a gutorföldén kapta ki osztályos részét; a legfiatalabb öcsnek, Jánosnak három fia volt: a fent említett János postamester, Imre és Gáspár, akik rendre a lövői, a hencsei és a szentliszlói birtokrészt örökölték.
Tuboly Mihály ága fiágon kihalt: László fiának egy fiúgyermeke született: Mihály, akinek csak leányai lettek; Imre fia magtalanul halt el; János fiának három fia volt: János, Imre és Gáspár. Az ifjabb Jánosnak egy leánygyermeke volt; Imre, akárcsak azonos nevű nagybátyja, magtalanul halt el; Gáspárnak egy fia, Tuboly Gyula Jenő Aladár (1844–1911) és rajta keresztül egy fiúunokája volt: Tuboly Ferenc Gyula Gáspár (1873–1926), aki egyben Mihály ágának az utolsó férfitagja volt. Leányágon a család sikeres házasságokat kötött: közvetlen rokonságukban találjuk az egyházasbüki Dervarics, a domjánszegi Domján, a kálóczfai Szente, a debrétei Babos, a baranyavári Baranyay, az egervári Egerváry, valamint a várbogyai és nagymádi Bogyay családot is. Tuboly Mihálytól származott Tuboly Viktor első két neje: Tuboly Alojzia Zsuzsanna (1841–1869) és húga, Tuboly Hermina (1846–1872); továbbá bácsfalusi Istók Jánosné Tuboly Ilona (1880–1962).